# روبن لوندبيرغ
روبن لوندبيرغ (بالإنجليزية: Robin Lundberg)‏ هو معلق رياضي وصحفي أمريكي، ولد في 30 أغسطس 1981 في لوسبي في الولايات المتحدة.

## وصلات خارجية
- الموقع الرسمي